# Prokopij iz Cezareje
Prokopij iz Cezareje (grško Προκόπιος ο Καισαρεύς), priznani vzhodnorimski učenjak in zgodovinar, * okoli 500, Cezareja, Palestina, † okoli 565.
Prokopij se je udeležil vojn cesarja Justinijana I., bil je glavni zgodovinar 6. stoletja. Njegova dela obsegajo Justinijanove vojne, Justinijanove zgradbe in najbolj opevano delo Tajna zgodovina. Pogosto ga imenujejo za zadnjega vélikega zgodovinarja antičnega sveta.

## Življenje
Razen njegovih lastnih del je glavni vir o njegovem življenju vpis v Sudi, bizantinski enciklopediji iz 10. stoletja, ki ne pove ničesar o njegovem zgodnjem življenju. Bil je domačin Cezareje v Palestini (sedaj Izrael). Njegova konvencionalna izobrazba se je osredotočala na grške klasike in retoriko. Morebiti se je šolal v slavni šoli v Gazi, lahko pa je obiskoval pravno šolo v Berytusu (sedaj Bejrut) ali Konstantinoplu in postal rhetor (odvetnik).
Dokazano je, da je znal nekaj latinščine, kar je bilo za pričakovati pri človeku, ki se je v tistem času ukvarjal z zakoni in pravom. Leta 527, prvo leto vladanja vzhodnorimskega cesarja Justinijana I., je postal adsessor (pravni svetovalec) za Belizarja, Justinijanovega glavnega vojaškega poveljnika, ki je takrat začenjal svojo briljantno kariero.
Prokopij je leta 531 stal Belizarju ob strani med bitko pri Kalinikumu, ki se je končala s hudimi žrtvami na obeh straneh. Belizarja so tedaj poklicali nazaj v Konstantinopel. Prokopij je januarja 532 doživel tudi Niški upor, ki ga je Belizar skupaj s svojim sodelavcem generalom Mundusom zatrl s pokolom na Hipodromu v Konstantinoplu. Leta 533 je pospremil Belizarja na njegov zmagoviti pohod po vandalskem kraljestvu v Severni Afriki, sodeloval je tudi pri zavzetju Kartagine. Ko se je Belizar vrnil v Konstantinopel, je ostal pri njegovem nasledniku v Afriki, generalu Salomonu. Prokopij je prav tako popisal ekstremne vremenske dogodke v letih 535-536, čeprav jih je nato predstavil kot ozadje za bizantinske vojaške dejavnosti, med katere spada upor v Kartagini in njeni okolici.
Belizarju se je Prokopij ponovno pridružil ob njegovih vojnah z Ostrogoti v Italiji in doživel tudi gotsko obleganje Rima, ki je trajalo leto in devet dni – končalo se je sredi marca 538. Leta 540 je pospremil tudi Belizarjev vstop v prestolnico Gotov, Raveno. V osmi knjigi Justinijanovih vojn in v Tajni zgodovini je moč zaslutiti, da se je po Belizarjevem zmagoslavju v Raveni njun medsebojni odnos ohladil. Ko se je tako Belizar leta 544 vrnil v Italijo, da bi še enkrat več poravnal račune z Goti, ki jih je tedaj vodil sposobni kralj Totila, se zdi, da Prokopij ni bil več med Belizarjevimi sodelavci.
Kdaj je Prokopij umrl, ni točno znano. Mnogi zgodovinarji (James Howard-Johnson, Averil Cameron, Geoffrey Greatrex) njegovo smrt postavljajo v leto 554. To teorijo postavljajo pod vprašaj viri, ki trdijo, da je bil leta 562 mestni prefekt mesta Konstantinopel človek po imenu Prokopij. V tistem letu se je Belizar tudi zapletel v zaroto in so ga potem pripeljali pred tega prefekta.

## Delo
Prokopijeva dela danes velja za primarni vir informacij o vladavini cesarja Justinijana. Proslavil se je kot avtor osmih knjig o Justinijanovih vojnah z naslovom Justinijanove vojne in panegirika o graditeljstvu v Justinijanovi dobi z naslovom Justinijanove zgradbe. Njegovo morebiti najslavnejše delo je Tajna zgodovina, ki domnevno poroča o škandalih, ki jih Prokopij ni smel vključiti v svoje uradne zgodovinske knjige.
Za zgodovinarje glavno Prokopijevo delo nosi naslov Justinijanove vojne (De Bello), razdeljeno na 8 knjig. Sprva je Prokopij najbrž nameraval zaključiti zgodovino perzijskih, vandalskih in gotskih vojn z letom 540, ko se je vrnil v Konstantinopel, vendar je potem podaljšal vse skupaj do 551, kjer se konča 7. knjiga. Kasneje je naknadno dodal še 8. knjigo, ki je časovno »potegnila« dogodke še do 553. Prvi dve knjigi (De Bello Persico) sta namenjeni perzijski vojni, 3. in 4. knjiga vandalski (De Bello Vandalico), zadnje štiri pa Justinijanovi ostrogotski kampanji (De Bello Gothico). Za starejšo zgodovino slovenskega prostora je ključna njegova omemba Slovanov, ki je – poleg Jordanesa v približno istem času – na splošno ena izmed prvih.
Drugo pomembno delo, ki se ga je lotil Prokopij, se imenuje Justinijanove zgradbe (De Aedificiis), razdeljeno na 6 knjig. Ta se posveča zgradbam in na splošno velikim gradbenim projektom, ki se jih je lotil Justinijan (eden izmed teh je tudi utrditev donavske meje, s katero je skušal Justinijan ustaviti »barbarske« vdore v balkanske province).  Prokopij v tem delu – za razliko od Tajne zgodovine – cesarja kontinuirano hvali, zato predstavlja nekakšen panegirik. Čas nastanka dela je v stroki predmet diskusij, se pa omejeno sprejema, da je moralo to biti nekje med 553 in 555.
Tretje in zadnje njegovo delo se imenuje Tajna zgodovina (Anecdota), ki jo je Prokopij, kot nam v uvodu pove kar sam, napisal z namenom, da bi dopolnjevala njegove Justinijanove vojne. V njej pisec prikaže subjektivni pečat in na več mestih celo obsoja Justinijana, njegovo ženo Teodoro, Belizarja in situacijo v  Konstantinoplu (ter cesarstvu) nasploh. Tajna zgodovina sicer ni bila nikoli objavljena, vendar je bila v prestolnici (kasneje) poznana, saj jo v 10. stoletju omenja Suda. Delo najverjetneje vsebuje tudi številne kasnejše dopolnitve ter interpolacije.

## Seznam izbranih del
- Procopii Caesariensis opera omnia.  Ur. J. Haury; popravljena izdaja G. Wirth. 3 knjige. Leipzig: Teubner, 1976-64.  Greek text.
- Procopius. Ur. H. B. Dewing. 7 knjig. Loeb Classical Library. Cambridge, Mass.: Harvard University Press and London, Hutchinson, 1914-40. Grško besedilo in angleški prevod.
- Procopius, The Secret History, prevedel G.A. Williamson. Harmondsworth: Penguin Books, 1966.